# En vivo: Gira pata de perro
En vivo: Gira Pata de Perro es el primer álbum en vivo de la banda de rock ska Maldita Vecindad y los Hijos del Quinto Patio, publicado el 1 de febrero de 1993 por Sony Music Entertainment y RCA Internacional.

## Lista de canciones
1. Solín - 6:10
2. Pata de perro - 4:15
3. Un gran circo - 4:29
4. Un poco de Sangre - 5:23
5. Pachuco - 6:05
6. Mojado - 5:44

## Alineación
- Roco: Voz
- Aldo: Bajo
- Pato: Guitarras
- Pacho: Batería
- Sax: Saxofón, trompeta y guitarra
- Lobito: Percusiones